# Psittinus
Psittinus – rodzaj ptaków z podrodziny papug wschodnich (Psittaculinae) w obrębie rodziny papug wschodnich (Psittaculidae).

## Rozmieszczenie geograficzne
Rodzaj obejmuje gatunki występujące w południowo-wschodniej Azji.

## Morfologia
Długość ciała 18–19,5 cm; długość skrzydła samic 120–123 mm, samców 120–131 mm; masa ciała około 85 g.

## Systematyka
Rodzaj zdefiniował w 1842 roku angielski zoolog Edward Blyth w raporcie kuratora opublikowanym w czasopiśmie The journal of the Asiatic Society of Bengal. Gatunkiem typowym jest (oznaczenie monotypowe) modrorzytka czarnogrzbieta (P. cyanurus).

### Etymologia
- Psittinus: nowołac. psittina ‘papużka’, od psittinus ‘jak papuga’, od łac. psittacus ‘papuga’, od gr. ψιττακος psittakos ‘papuga’[5].
- Dichrognathus: gr. διχρως dikhrōs ‘dwukolorowy’, od δι- di- ‘podwójny’, od δις dis ‘dwa razy’, od δυο duo ‘dwa’; χρως khrōs, χρωτος khrōtos ‘cera, karnacja’; γναθος gnathos ‘żuchwa’[6].

### Podział systematyczny
Do rodzaju należą następujące gatunki:
- Psittinus cyanurus (J.R. Forster, 1795) – modrorzytka czarnogrzbieta
- Psittinus abbotti Richmond, 1902 – modrorzytka zielonogrzbieta